# Fujii Kaze "Free" Live 2021 at NISSAN stadium
「Fujii Kaze "Free" Live 2021 at NISSAN stadium」（ふじい かぜ "フリー" ライブ 2021 アット にっさんスタジアム）は、日本のシンガーソングライター・藤井風が2021年9月4日に神奈川県・横浜国際総合競技場（日産スタジアム）にて開催した生配信ライブ。

## 概要
本公演は、照明演出やバンド演奏などは一切用いず、「いろんな人の心が "Free" になっていくことを願う」というコンセプトで、ピアノと歌だけで約60分のパフォーマンスを行ったライブで、デビューシングル「何なんw」、2ndシングル「もうええわ」をはじめ、ホンダ「VEZEL」CMソング「きらり」、テレビドラマ『にじいろカルテ』主題歌「旅路」に加え、マイケル・ジャクソン「ヒール・ザ・ワールド」のカバーなど、全12曲を披露。また、特設サイトに歌詞が掲載された「燃えよ」は、本公演で初披露され、終演後にデジタルリリースされた。
特設サイトでは「（コロナ禍で）大規模公演がほぼ皆無になったエンタメ業界。また以前のような活気が戻る旗印になるような出来事を」と、アフターコロナのモデルケースになるライブを目指すとしていた（実際には感染拡大に伴い、無観客に変更）。
本公演は、YouTubeやラジオで全世界に配信され、YouTubeでは最大179,457人が同時視聴した。また、Twitterでは「#藤井風」が、世界トレンド1位に輝き、世界中で大きな話題となった。
本公演は、曇天の空模様でスタートし、公演中盤には雨が降り始めた。ところが、藤井は曲間で「Blessing rain（恵みの雨）」と呟き、後述の『関ジャム 完全燃SHOW』（テレビ朝日）でのインタビューでは「いろいろあるけど、雨もあるけど、全部意味がないことはない。この公演ではこの雨も正解だった」と語った。また、全世界に配信されることを考慮し、曲間のMCは、日本語と英語の2カ国語で行われた。

## 背景
2021年7月21日、日産スタジアムを貸し切り、入場無料の招待制ワンマンライブを開催することを発表。しかし、8月17日、新型コロナウイルスの感染拡大により、本公演を無観客で開催されることが発表された。これに伴い、開演時間も午後5時から午後1時に変更された。

## 番組
公演翌日の9月5日、公演当日までの軌跡を辿ったドキュメンタリー「『燃えよ』Fujii Kaze "Free" Live 2021 Documentary」が、公式YouTubeチャンネルで公開された。 
10月3日、テレビ朝日『関ジャム 完全燃SHOW』での「伝説のライブ特集」にて、本公演が特集され、SUPER EIGHTの村上信五と安田章大がバックヤードで公演を見学し、終演後に藤井にインタビューをする様子が放送された。また、藤井も自身が思う伝説のライブを紹介した。
10月9日には、スペースシャワーTVにて「優しさ」「旅路」などのミュージックビデオの監督を務めた山田健人により再編集された公演の模様に加え、藤井との共演経験もあるFM802のDJ・飯室大吾によるインタビューを交えた特別番組『Fujii Kaze "Free" Live 2021 SPACE SHOWER TV Exclusive Edition』が放送された。
10月14日には、NHK総合にて『NHK MUSIC SPECIAL「藤井 風 －届け、世界へ－」』が放送された。本番組では、自身初の密着取材が行われ、炎天下の公園で行われたリハーサルの様子や、故郷の岡山県里庄町への訪問の様子が放送された。なお、本番組が藤井初の地上波音楽番組出演となった。
そのほか『NHKニュースおはよう日本』（NHK総合）、『新・情報7daysニュースキャスター』（TBSテレビ）、『報道ステーション』（テレビ朝日）、『news zero』（日本テレビ）で、本公演の特集が放送された。
また、本公演はYouTubeのほか、下記のラジオ番組でも配信された。
- FM802『SATURDAY AMUSIC ISLANDS AFTERNOON EDITION』DJ：吉村昌広、落合健太郎（生中継配信）
- J-WAVE『MITSUBISHI JISHO MARUNOUCHI MUSICOLOGY』ナビゲーター：グローバー（当日17時オンエア）

## セットリスト
1. 夏の香り[注釈 3]
2. きらり
3. Heal the World[注釈 4]
4. 燃えよ（新曲）
5. もうええわ
6. 優しさ
7. 特にない
8. 死ぬのがいいわ
9. 帰ろう
10. 青春病
11. 旅路
12. 何なんw